# Blancpain Sprint Series
Blancpain Sprint Series (dawniej FIA GT Series) – międzynarodowa seria wyścigów GT, powstała z inicjatywy Stéphane Ratel Organisation i  FIA jako wyścigi aut klasy GT. W tych mistrzostwach uczestniczą trzy kategorie pojazdów, w Blancpain Sprint Series walczą trzy rodzaje pojazdów GT – Pro Cup, Pro-Am Cup oraz Gentelmen Trophy. Mistrzostwa te składają się z  wyścigu głównego oraz sprinterskiego.

## Historia
Seria została założona dzięki porozumieniu takich serii Blancpain Endurance Series i FIA GT1 World Championship. W pierwszym sezonie seria składała się z pięciu rund w Europie i jednej w Azji podczas zmagań Baku World Challenge. Obecna nazwa istnieje od 2014 roku.

## Zwycięzcy sezonów FIA GT Series oraz Blancpain Sprint Series
| Sezon | Mistrz kierowców                  | Mistrz Zespołów            | Mistrz Pro-Am                       | Mistrz Silver Cup              |
| ----- | --------------------------------- | -------------------------- | ----------------------------------- | ------------------------------ |
| 2013  | Stéphane Ortelli Laurens Vanthoor | Belgian Audi Club Team WRT | Siergiej Afanasjew Andreas Simonsen | Brak                           |
| 2014  | Maximilian Götz                   | Belgian Audi Club Team WRT | Alessandro Latif Marc Basseng       | Mateusz Lisowski Vincent Abril |
| 2015  | Maximilian Buhk Vincent Abril     | Belgian Audi Club Team WRT | Aleksiej Karaczew                   | Jules Szymkowiak               |